# Durach
Durach is een gemeente in de Duitse deelstaat Beieren, gelegen in het Landkreis Oberallgäu. De gemeente telt 7.260 inwoners.
Bezienswaardig is de kerk, oorspronkelijk 14de eeuw, later in barokstijl gewijzigd.